# Adela (roman)
Adela este un roman de Garabet Ibrăileanu, apărut în 1933. Scris sub forma unor fragmente din jurnalul protagonistului, doctorul Emil Codrescu, acesta ilustrează dragostea unui cvadragenar pentru tânăra Adela.
Asistăm la conflictele de conștiință ale unui cvadragenar. 
Romanul Adela însumează în linii mari idei din primele două scrieri ale lui G. Ibrăileanu. Prima este Amintiri , iar a doua este Privind viața. Așadar, romanul Adela însumează în linii mari idei din primele două scrieri, turnate într-o formă nouă.
Câștigând dragostea unei femei de două zeci de ani, Emil Codrescu, eroul cărții, e măcinat totuși de incertitudini, suspectând și analizând orice gest al partenerei, pentru a descoperi sensuri acolo unde nu sunt. Când i se pare că a sesizat un amănunt care îi scăpase, el are un fel de satisfacție, o adevărată bucurie a durerii. Miezul spiritual al operei fiind rezolvarea atitudinii față de femeie, scrierea reprezintă în fond o continuare logică a ideilor expuse în romanul Privind viața.
Descoperim în romanul lui G. Ibrăileanu ”eternul feminin”, ”delicatețea”, ”apriga feminitate” a Adelei, discreția iubirii lui Codrescu, discreția la înfățișarea imboldurilor erotice. Scriitorul vede în Adela idealul feminin. Închină un ”imn tinereții”.
Definind romanul ca o ”povestire bogată, cu intrigă, cu peripeții, care provoacă în cetitor curiozitate, emoție, indignare, iubire, ură, satisfacție sau decepție, ca în fața vieții reale” - cerându-i în plus ”întâmplări și realități sufletești redate cu artă...”, ”să încadreze viața în mediul fizic și social...” , ”să redea viața cu adevăr și cu poezie, în feluritele ei forme” - criticul și romancierul G. Ibrăileanu conchide că ” romancierul va trebui să aibă talent epic, dramatic, liric și descriptiv, să fie psiholog și sociolog”. Astfel, prozatorul romanului Adela întrunește condiții privindu-și propria-i scriere ca o operă de observare științifică, de aceea reconstituie faptele vechi și interpretează mereu, făcând psihologie, încercând să descopere esențialul, atât în lumea din afară, cât și introspectiv. Adela e un roman concis de analiză și introspecțiune.
În 1933, a primit Premiul Național pentru Proză.

## Rezumat
Medicul Emil Codrescu ține un jurnal intim în care descrie o perioadă din tinerețea sa, când este vizitat de domnul și doamna M, părinții Adelei, o tânără pe care el începe să o simpatizeze.
Ulterior, drumurile vieții celor doi se distanțează, Emil pleacă în străinătate unde se realizează profesional.
Adela se mărită, dar la numai 20 de ani divorțează.
Cei doi mențin o lungă corespondență, ca apoi să se reîntâlnească constatând cu surprindere cât de mult au evoluat amândoi.

## Ecranizări
Un film, vag bazat pe această carte, a avut premiera la 4 februarie 1985 în regia lui Mircea Veroiu.